# Puchar Świata w łyżwiarstwie szybkim 1994/1995
Puchar Świata w łyżwiarstwie szybkim 1994/1995 był 10. edycją tej imprezy. Cykl rozpoczął się 26 listopada 1994 roku w stolicy Niemiec – Berlinie, a zakończył 12 marca 1995 roku w norweskim Hamar.
Puchar Świata rozgrywano w 8 miastach, w 7 krajach, na 3 kontynentach.
Wśród kobiet triumfowały: Amerykanka Bonnie Blair na 500 m i 1000 m oraz Niemka Gunda Niemann na 1500 m i w klasyfikacji 3000/5000 m. Wśród mężczyzn zwyciężali: Japończyk Hiroyasu Shimizu na 500 m, jego rodak – Yukinori Miyabe na 1000 m, Kanadyjczyk Neal Marshall wygrał na 1500 m, a Holender Rintje Ritsma był najlepszy w klasyfikacji 5000/10 000 m.

## Medaliści zawodów

### Kobiety

#### Wyniki
| Data                 | Miejsce                                                          | Konkurencja                                                      | Zwycięzca                                                        | 2. miejsce                                                       | 3. miejsce                                                       |
| -------------------- | ---------------------------------------------------------------- | ---------------------------------------------------------------- | ---------------------------------------------------------------- | ---------------------------------------------------------------- | ---------------------------------------------------------------- |
| 26–27 listopada 1994 | Berlin                                                           | 1500 m (26 listopada)                                            | Gunda Niemann                                                    | Mie Uehara                                                       | Emese Hunyady                                                    |
| 26–27 listopada 1994 | Berlin                                                           | 3000 m (27 listopada)                                            | Gunda Niemann                                                    | Carla Zijlstra                                                   | Emese Hunyady                                                    |
| 3–4 grudnia 1994     | Obihiro                                                          | 500 m (3 grudnia)                                                | Bonnie Blair                                                     | Franziska Schenk                                                 | Shiho Kusunose                                                   |
| 3–4 grudnia 1994     | Obihiro                                                          | 1000 m (3 grudnia)                                               | Shiho Kusunose                                                   | Franziska Schenk                                                 | Bonnie Blair                                                     |
| 3–4 grudnia 1994     | Obihiro                                                          | 500 m (4 grudnia)                                                | Bonnie Blair                                                     | Oksana Rawiłowa                                                  | Monique Garbrecht                                                |
| 3–4 grudnia 1994     | Obihiro                                                          | 1000 m (4 grudnia)                                               | Bonnie Blair                                                     | Kyōko Shimazaki                                                  | Oksana Rawiłowa                                                  |
| 3–4 grudnia 1994     | Heerenveen                                                       | 1500 m (3 grudnia)                                               | Gunda Niemann                                                    | Annamarie Thomas                                                 | Emese Hunyady                                                    |
| 3–4 grudnia 1994     | Heerenveen                                                       | 3000 m (3 grudnia)                                               | Gunda Niemann                                                    | Carla Zijlstra                                                   | Noriko Munekata                                                  |
| 3–4 grudnia 1994     | Heerenveen                                                       | 5000 m (4 grudnia)                                               | Gunda Niemann                                                    | Carla Zijlstra                                                   | Heike Warnicke                                                   |
| 7–8 grudnia 1994     | Obihiro                                                          | 500 m (7 grudnia)                                                | Bonnie Blair                                                     | Monique Garbrecht                                                | Susan Auch                                                       |
| 7–8 grudnia 1994     | Obihiro                                                          | 1000 m (7 grudnia)                                               | Shiho Kusunose                                                   | Bonnie Blair                                                     | Monique Garbrecht                                                |
| 7–8 grudnia 1994     | Obihiro                                                          | 500 m (8 grudnia)                                                | Bonnie Blair                                                     | Oksana Rawiłowa                                                  | Kyōko Shimazaki                                                  |
| 7–8 grudnia 1994     | Obihiro                                                          | 1000 m (8 grudnia)                                               | Bonnie Blair                                                     | Monique Garbrecht                                                | Oksana Rawiłowa                                                  |
| 6–8 stycznia 1995    | 92. mistrzostwa Europy w wieloboju 1995 – Heerenveen             | 92. mistrzostwa Europy w wieloboju 1995 – Heerenveen             | 92. mistrzostwa Europy w wieloboju 1995 – Heerenveen             | 92. mistrzostwa Europy w wieloboju 1995 – Heerenveen             | 92. mistrzostwa Europy w wieloboju 1995 – Heerenveen             |
| 20–22 stycznia 1995  | Davos                                                            | 500 m (20 stycznia)                                              | Bonnie Blair                                                     | Oksana Rawiłowa                                                  | Franziska Schenk                                                 |
| 20–22 stycznia 1995  | Davos                                                            | 500 m (21 stycznia)                                              | Bonnie Blair                                                     | Susan Auch                                                       | Monique Garbrecht                                                |
| 20–22 stycznia 1995  | Davos                                                            | 1500 m (21 stycznia)                                             | Gunda Niemann                                                    | Swietłana Bażanowa                                               | Annamarie Thomas                                                 |
| 20–22 stycznia 1995  | Davos                                                            | 1000 m (22 stycznia)                                             | Franziska Schenk                                                 | Oksana Rawiłowa                                                  | Susan Auch                                                       |
| 20–22 stycznia 1995  | Davos                                                            | 3000 m (22 stycznia)                                             | Gunda Niemann                                                    | Carla Zijlstra                                                   | Elena Belci-Dal Farra                                            |
| 28–29 stycznia 1995  | Innsbruck                                                        | 500 m (28 stycznia)                                              | Susan Auch                                                       | Swietłana Żurowa                                                 | Bonnie Blair                                                     |
| 28–29 stycznia 1995  | Innsbruck                                                        | 1500 m (28 stycznia)                                             | Emese Hunyady Gunda Niemann                                      |                                                                  | Barbara de Loor                                                  |
| 28–29 stycznia 1995  | Innsbruck                                                        | 1000 m (29 stycznia)                                             | Gunda Niemann                                                    | Emese Hunyady                                                    | Annamarie Thomas                                                 |
| 28–29 stycznia 1995  | Innsbruck                                                        | 3000 m (29 stycznia)                                             | Gunda Niemann                                                    | Carla Zijlstra                                                   | Elena Belci-Dal Farra                                            |
| 11–12 lutego 1995    | Calgary                                                          | 500 m (11 lutego)                                                | Susan Auch                                                       | Bonnie Blair                                                     | Kyōko Shimazaki                                                  |
| 11–12 lutego 1995    | Calgary                                                          | 1000 m (11 lutego)                                               | Bonnie Blair                                                     | Chris Witty                                                      | Sabine Völker                                                    |
| 11–12 lutego 1995    | Calgary                                                          | 500 m (12 lutego)                                                | Bonnie Blair                                                     | Susan Auch                                                       | Swietłana Żurowa                                                 |
| 11–12 lutego 1995    | Calgary                                                          | 1000 m (12 lutego)                                               | Bonnie Blair                                                     | Franziska Schenk                                                 | Chris Witty                                                      |
| 18–19 lutego 1995    | 26. Mistrzostwa świata w wieloboju sprinterskim 1995 – Milwaukee | 26. Mistrzostwa świata w wieloboju sprinterskim 1995 – Milwaukee | 26. Mistrzostwa świata w wieloboju sprinterskim 1995 – Milwaukee | 26. Mistrzostwa świata w wieloboju sprinterskim 1995 – Milwaukee | 26. Mistrzostwa świata w wieloboju sprinterskim 1995 – Milwaukee |
| 24–26 lutego 1995    | Inzell                                                           | 500 m (24 lutego)                                                | Bonnie Blair                                                     | Shiho Kusunose                                                   | Sabine Völker                                                    |
| 24–26 lutego 1995    | Inzell                                                           | 3000 m (24 lutego)                                               | Gunda Niemann                                                    | Carla Zijlstra                                                   | Heike Warnicke                                                   |
| 24–26 lutego 1995    | Inzell                                                           | 500 m (25 lutego)                                                | Bonnie Blair                                                     | Susan Auch                                                       | Sabine Völker                                                    |
| 24–26 lutego 1995    | Inzell                                                           | 1500 m (25 lutego)                                               | Gunda Niemann                                                    | Heike Warnicke                                                   | Claudia Pechstein                                                |
| 24–26 lutego 1995    | Inzell                                                           | 1000 m (26 lutego)                                               | Emese Hunyady                                                    | Mie Shimizu                                                      | Eriko Sanmiya-Mitake                                             |
| 4–5 marca 1995       | 53. mistrzostwa świata w wieloboju kobiet 1995 – Savalen         | 53. mistrzostwa świata w wieloboju kobiet 1995 – Savalen         | 53. mistrzostwa świata w wieloboju kobiet 1995 – Savalen         | 53. mistrzostwa świata w wieloboju kobiet 1995 – Savalen         | 53. mistrzostwa świata w wieloboju kobiet 1995 – Savalen         |
| 11–12 marca 1995     | Hamar                                                            | 500 m (11 marca)                                                 | Susan Auch                                                       | Bonnie Blair                                                     | Monique Garbrecht                                                |
| 11–12 marca 1995     | Hamar                                                            | 1000 m (11 marca)                                                | Bonnie Blair                                                     | Shiho Kusunose                                                   | Susan Auch                                                       |
| 11–12 marca 1995     | Hamar                                                            | 3000 m (11 marca)                                                | Gunda Niemann                                                    | Swietłana Bażanowa                                               | Ludmiła Prokaszowa                                               |
| 11–12 marca 1995     | Hamar                                                            | 500 m (12 marca)                                                 | Bonnie Blair                                                     | Susan Auch                                                       | Swietłana Żurowa                                                 |
| 11–12 marca 1995     | Hamar                                                            | 1500 m (12 marca)                                                | Gunda Niemann                                                    | Ludmiła Prokaszowa                                               | Bonnie Blair                                                     |
| 11–12 marca 1995     | Hamar                                                            | 5000 m (12 marca)                                                | Gunda Niemann                                                    | Carla Zijlstra                                                   | Elena Belci-Dal Farra                                            |

#### Klasyfikacje
| Lp. | Zawodnik          | Punkty |
| --- | ----------------- | ------ |
| 1.  | Bonnie Blair      | 395    |
| 2.  | Susan Auch        | 333    |
| 3.  | Swietłana Żurowa  | 230    |
| 4.  | Franziska Schenk  | 217    |
| 5.  | Monique Garbrecht | 210    |
| 6.  | Oksana Rawiłowa   | 210    |
| 7.  | Tomomi Okazaki    | 199    |
| 8.  | Sabine Völker     | 197    |
| 9.  | Shiho Kusunose    | 181    |
| 10. | Kyōko Shimazaki   | 159    |

| Lp. | Zawodnik             | Punkty |
| --- | -------------------- | ------ |
| 1.  | Bonnie Blair         | 285    |
| 2.  | Shiho Kusunose       | 228    |
| 3.  | Monique Garbrecht    | 193    |
| 4.  | Franziska Schenk     | 176    |
| 5.  | Chris Witty          | 161    |
| 6.  | Oksana Rawiłowa      | 156    |
| 7.  | Susan Auch           | 134    |
| 8.  | Emese Hunyady        | 133    |
| 9.  | Sabine Völker        | 122    |
| 10. | Edel Therese Høiseth | 97     |

| Lp. | Zawodnik           | Punkty |
| --- | ------------------ | ------ |
| 1.  | Gunda Niemann      | 200    |
| 2.  | Emese Hunyady      | 143    |
| 3.  | Annamarie Thomas   | 120    |
| 4.  | Ludmiła Prokaszowa | 105    |
| 5.  | Mie Uehara         | 105    |
| 6.  | Maki Tabata        | 95     |
| 7.  | Swietłana Bażanowa | 83     |
| 8.  | Claudia Pechstein  | 80     |
| 9.  | Ulrike Adeberg     | 66     |
| 10. | Noriko Munekata    | 59     |

| Lp. | Zawodnik              | Punkty |
| --- | --------------------- | ------ |
| 1.  | Gunda Niemann         | 280    |
| 2.  | Carla Zijlstra        | 221    |
| 3.  | Elena Belci-Dal Farra | 190    |
| 4.  | Heike Warnicke        | 161    |
| 5.  | Swietłana Bażanowa    | 151    |
| 6.  | Mie Uehara            | 122    |
| 7.  | Annamarie Thomas      | 107    |
| 8.  | Noriko Munekata       | 101    |
| 9.  | Ludmiła Prokaszowa    | 79     |
| 10. | Hiromi Yamamoto       | 73     |

### Mężczyźni

#### Wyniki
| Data                 | Miejsce                                                          | Konkurencja                                                      | Zwycięzca                                                        | 2. miejsce                                                       | 3. miejsce                                                       |
| -------------------- | ---------------------------------------------------------------- | ---------------------------------------------------------------- | ---------------------------------------------------------------- | ---------------------------------------------------------------- | ---------------------------------------------------------------- |
| 26–27 listopada 1994 | Berlin                                                           | 1500 m (26 listopada)                                            | Neal Marshall                                                    | Ådne Søndrål                                                     | Martin Hersman                                                   |
| 26–27 listopada 1994 | Berlin                                                           | 5000 m (27 listopada)                                            | Rintje Ritsma                                                    | Keiji Shirahata                                                  | Wadim Sajutin                                                    |
| 3–4 grudnia 1994     | Obihiro                                                          | 500 m (3 grudnia)                                                | Hiroyasu Shimizu                                                 | Grunde Njøs                                                      | Manabu Horii                                                     |
| 3–4 grudnia 1994     | Obihiro                                                          | 1000 m (3 grudnia)                                               | Yukinori Miyabe                                                  | Manabu Horii                                                     | Kim Yun-man                                                      |
| 3–4 grudnia 1994     | Obihiro                                                          | 500 m (4 grudnia)                                                | Manabu Horii                                                     | Hiroyasu Shimizu                                                 | Mike Ireland                                                     |
| 3–4 grudnia 1994     | Obihiro                                                          | 1000 m (4 grudnia)                                               | Yukinori Miyabe                                                  | Kim Yun-man                                                      | Siergiej Klewczenia                                              |
| 3–4 grudnia 1994     | Heerenveen                                                       | 1500 m (3 grudnia)                                               | Hiroyuki Noake                                                   | Rintje Ritsma                                                    | Jeroen Straathof                                                 |
| 3–4 grudnia 1994     | Heerenveen                                                       | 5000 m (4 grudnia)                                               | Rintje Ritsma                                                    | Toshihiko Itokawa                                                | Falko Zandstra                                                   |
| 7–8 grudnia 1994     | Obihiro                                                          | 500 m (7 grudnia)                                                | Manabu Horii                                                     | Kim Yun-man                                                      | Siergiej Klewczenia                                              |
| 7–8 grudnia 1994     | Obihiro                                                          | 1000 m (7 grudnia)                                               | Kim Yun-man                                                      | Yukinori Miyabe                                                  | Manabu Horii                                                     |
| 7–8 grudnia 1994     | Obihiro                                                          | 500 m (8 grudnia)                                                | Hiroyasu Shimizu                                                 | Grunde Njøs                                                      | Kim Yun-man                                                      |
| 7–8 grudnia 1994     | Obihiro                                                          | 1000 m (8 grudnia)                                               | Yukinori Miyabe                                                  | Hiroyasu Shimizu                                                 | Yasunori Miyabe                                                  |
| 10–11 grudnia 1994   | Bergen                                                           | 1500 m (10 grudnia)                                              | Rintje Ritsma                                                    | Ådne Søndrål                                                     | Neal Marshall                                                    |
| 10–11 grudnia 1994   | Bergen                                                           | 5000 m (11 grudnia)                                              | Rintje Ritsma                                                    | Kjell Storelid                                                   | Keiji Shirahata                                                  |
| 6–8 stycznia 1995    | 92. mistrzostwa Europy w wieloboju 1995 – Heerenveen             | 92. mistrzostwa Europy w wieloboju 1995 – Heerenveen             | 92. mistrzostwa Europy w wieloboju 1995 – Heerenveen             | 92. mistrzostwa Europy w wieloboju 1995 – Heerenveen             | 92. mistrzostwa Europy w wieloboju 1995 – Heerenveen             |
| 20–22 stycznia 1995  | Davos                                                            | 500 m (20 stycznia)                                              | Wadim Szakszakbajew                                              | Manabu Horii                                                     | Yukinori Miyabe                                                  |
| 20–22 stycznia 1995  | Davos                                                            | 5000 m (20 stycznia)                                             | Rintje Ritsma                                                    | Keiji Shirahata                                                  | Takahiro Nozaki                                                  |
| 20–22 stycznia 1995  | Davos                                                            | 500 m (21 stycznia)                                              | Wadim Szakszakbajew                                              | Sylvain Bouchard                                                 | Takahiro Hamamichi                                               |
| 20–22 stycznia 1995  | Davos                                                            | 1000 m (21 stycznia)                                             | Toshiyuki Kuroiwa                                                | Kim Yun-man                                                      | Kevin Scott                                                      |
| 20–22 stycznia 1995  | Davos                                                            | 1500 m (22 stycznia)                                             | Neal Marshall                                                    | Tōru Aoyanagi                                                    | Keiji Shirahata                                                  |
| 28–29 stycznia 1995  | Innsbruck                                                        | 500 m (28 stycznia)                                              | Kim Yun-man                                                      | Yasunori Miyabe                                                  | Toshiyuki Kuroiwa                                                |
| 28–29 stycznia 1995  | Innsbruck                                                        | 1500 m (28 stycznia)                                             | Rintje Ritsma                                                    | Jeroen Straathof                                                 | Martin Hersman                                                   |
| 28–29 stycznia 1995  | Innsbruck                                                        | 1000 m (29 stycznia)                                             | Yukinori Miyabe                                                  | Kevin Scott                                                      | Yasunori Miyabe                                                  |
| 28–29 stycznia 1995  | Innsbruck                                                        | 5000 m (29 stycznia)                                             | Rintje Ritsma                                                    | Bart Veldkamp                                                    | Keiji Shirahata                                                  |
| 11–12 lutego 1995    | 89. mistrzostwa świata w wieloboju 1995 – Baselga di Pinè        | 89. mistrzostwa świata w wieloboju 1995 – Baselga di Pinè        | 89. mistrzostwa świata w wieloboju 1995 – Baselga di Pinè        | 89. mistrzostwa świata w wieloboju 1995 – Baselga di Pinè        | 89. mistrzostwa świata w wieloboju 1995 – Baselga di Pinè        |
| 11–12 lutego 1995    | Calgary                                                          | 500 m (11 lutego)                                                | Manabu Horii                                                     | Kim Yun-man                                                      | Jegal Sung-yeol Hiroyasu Shimizu                                 |
| 11–12 lutego 1995    | Calgary                                                          | 1000 m (11 lutego)                                               | Yasunori Miyabe                                                  | Kevin Scott                                                      | Jegal Sung-yeol                                                  |
| 11–12 lutego 1995    | Calgary                                                          | 500 m (12 lutego)                                                | Hiroyasu Shimizu                                                 | Manabu Horii                                                     | Jegal Sung-yeol                                                  |
| 11–12 lutego 1995    | Calgary                                                          | 1000 m (12 lutego)                                               | Kim Yun-man                                                      | Yukinori Miyabe                                                  | Kevin Scott                                                      |
| 18–19 lutego 1995    | 26. Mistrzostwa świata w wieloboju sprinterskim 1995 – Milwaukee | 26. Mistrzostwa świata w wieloboju sprinterskim 1995 – Milwaukee | 26. Mistrzostwa świata w wieloboju sprinterskim 1995 – Milwaukee | 26. Mistrzostwa świata w wieloboju sprinterskim 1995 – Milwaukee | 26. Mistrzostwa świata w wieloboju sprinterskim 1995 – Milwaukee |
| 24–26 lutego 1995    | Inzell                                                           | 5000 m (24 lutego)                                               | Rintje Ritsma                                                    | Bart Veldkamp                                                    | Keiji Shirahata                                                  |
| 24–26 lutego 1995    | Inzell                                                           | 500 m (25 lutego)                                                | Hiroyasu Shimizu                                                 | Jun’ichi Inoue                                                   | Manabu Horii                                                     |
| 24–26 lutego 1995    | Inzell                                                           | 1000 m (25 lutego)                                               | Manabu Horii                                                     | Ådne Søndrål                                                     | Toshiyuki Kuroiwa                                                |
| 24–26 lutego 1995    | Inzell                                                           | 500 m (26 lutego)                                                | Hiroyasu Shimizu                                                 | Jun’ichi Inoue                                                   | Manabu Horii                                                     |
| 24–26 lutego 1995    | Inzell                                                           | 1500 m (26 lutego)                                               | Rintje Ritsma                                                    | Keiji Shirahata                                                  | Jeroen Straathof                                                 |
| 11–12 marca 1995     | Hamar                                                            | 500 m (11 marca)                                                 | Hiroyasu Shimizu                                                 | Roger Strøm                                                      | Grunde Njøs                                                      |
| 11–12 marca 1995     | Hamar                                                            | 1000 m (11 marca)                                                | Ådne Søndrål                                                     | Gerard van Velde                                                 | Toshiyuki Kuroiwa                                                |
| 11–12 marca 1995     | Hamar                                                            | 5000 m (11 marca)                                                | Bart Veldkamp                                                    | Rintje Ritsma                                                    | Keiji Shirahata                                                  |
| 11–12 marca 1995     | Hamar                                                            | 500 m (12 marca)                                                 | Roger Strøm                                                      | Hiroyasu Shimizu                                                 | Jun’ichi Inoue                                                   |
| 11–12 marca 1995     | Hamar                                                            | 1500 m (12 marca)                                                | Ådne Søndrål                                                     | Neal Marshall                                                    | Keiji Shirahata                                                  |
| 11–12 marca 1995     | Hamar                                                            | 10 000 m (12 marca)                                              | Bart Veldkamp                                                    | Kjell Storelid                                                   | Wadim Sajutin                                                    |

#### Klasyfikacje
| Lp. | Zawodnik            | Punkty |
| --- | ------------------- | ------ |
| 1.  | Hiroyasu Shimizu    | 340    |
| 2.  | Manabu Horii        | 325    |
| 3.  | Grunde Njøs         | 220    |
| 4.  | Jun’ichi Inoue      | 219    |
| 5.  | Kim Yun-man         | 212    |
| 6.  | Roger Strøm         | 209    |
| 7.  | Yasunori Miyabe     | 189    |
| 8.  | Wadim Szakszakbajew | 187    |
| 9.  | Mike Ireland        | 166    |
| 10. | Toshiyuki Kuroiwa   | 139    |

| Lp. | Zawodnik          | Punkty |
| --- | ----------------- | ------ |
| 1.  | Yukinori Miyabe   | 248    |
| 2.  | Kim Yun-man       | 221    |
| 3.  | Yasunori Miyabe   | 201    |
| 4.  | Manabu Horii      | 177    |
| 5.  | Kevin Scott       | 174    |
| 6.  | Gerard van Velde  | 156    |
| 7.  | Toshiyuki Kuroiwa | 137    |
| 8.  | Patrick Kelly     | 133    |
| 9.  | Sylvain Bouchard  | 127    |
| 10. | Roland Brunner    | 108    |

| Lp. | Zawodnik         | Punkty |
| --- | ---------------- | ------ |
| 1.  | Neal Marshall    | 195    |
| 2.  | Rintje Ritsma    | 193    |
| 3.  | Jeroen Straathof | 150    |
| 4.  | Ådne Søndrål     | 149    |
| 5.  | Hiroyuki Noake   | 135    |
| 6.  | Tōru Aoyanagi    | 132    |
| 7.  | Martin Hersman   | 132    |
| 8.  | Keiji Shirahata  | 120    |
| 9.  | Falko Zandstra   | 97     |
| 10. | Arjan Schreuder  | 75     |

| Lp. | Zawodnik          | Punkty |
| --- | ----------------- | ------ |
| 1.  | Rintje Ritsma     | 251    |
| 2.  | Keiji Shirahata   | 208    |
| 3.  | Bart Veldkamp     | 206    |
| 4.  | Kjell Storelid    | 188    |
| 5.  | Falko Zandstra    | 116    |
| 6.  | Toshihiko Itokawa | 103    |
| 7.  | Kazuhiro Satō     | 90     |
| 8.  | Wadim Sajutin     | 87     |
| 9.  | René Taubenrauch  | 52     |
| 10. | Frank Dittrich    | 51     |